# El Crucero, José Azueta
El Crucero är en ort i Mexiko.   Den ligger i kommunen José Azueta och delstaten Veracruz, i den sydöstra delen av landet, 400 km öster om huvudstaden Mexico City. El Crucero ligger 54 meter över havet och antalet invånare är 111.
Terrängen runt El Crucero är platt. Runt El Crucero är det ganska glesbefolkat, med 32 invånare per kvadratkilometer. Närmaste större samhälle är Loma Bonita, 14,0 km väster om El Crucero. Trakten runt El Crucero består till största delen av jordbruksmark.